# Sparekassen SDS
Sparekassen SDS (Sammensluttede Danske Sparekasser) var en dansk sparekasse, der opstod 1973 ved en sammenslutning af tre store regionale sparekasser: Sparekassen Midtjylland, Sparekassen Falster-Østlolland og Sparekassen København-Sjælland.
Den indgik i 1990 i Unibank, da Andelsbanken, SDS og Privatbanken går sammen og bliver til Unibank. Unibank blev i 2000 til Nordea, der er en sammentrækning af ordene Nordic Ideas (nordiske idéer).